# Omamori Himari
Omamori Himari (おまもりひまり lit. El encanto protector de Himari?), también conocido como OmaHima (おまひま?), es una serie de manga escrita e ilustrada por Milan Mantra. La historia sigue la vida de un joven llamado Yūto Amakawa, quien, en su 16° cumpleaños, conoce a Himari, un espíritu gato samurái quien ha jurado protegerlo de los demonios que intentan asesinarlo.
Omamori Himari se publicó entre el 9 de junio de 2006 y el 9 de septiembre de 2013 en la revista de manga Monthly Dragon Age de Fujimi Shobo. Fueron publicados 12 volúmenes tankōbon entre el 7 de febrero de 2007 y el 9 de noviembre de 2013. Un manga yonkoma spin-off también se publicó en Dragon Age entre noviembre de 2009 y noviembre de 2010, y una adaptación a novela ligera de Kougetsu Mikazuki fue serializada en Dragon Magazine, con 4 volúmenes publicados entre julio de 2008 y enero de 2010. Una adaptación a anime de 12 episodios de Zexcs se emitió entre el 6 de enero y el 24 de marzo de 2010 en TV Saitama, Chiba TV y otras cadenas.

## Argumento
Hace siete años, murieron los padres de Yūto Amakawa en un accidente automovilístico, dejándolo solo sin ningún familiar, el único objeto de su familia que aún conserva es un extraño y misterioso amuleto que le dio su abuela hace muchos años. Desde entonces, su amiga de la infancia, Rinko ha cuidado de él. Su vida toma un drástico giro cuando en su 16° cumpleaños conoce a Himari, una chica espíritu gato samurái la cual le dice que es el descendiente de una familia cuya ascendencia pertenecía a las doce familias asesinas de demonios en el Japón feudal, y que ella ha jurado protegerlo de todo demonio que intente asesinarlo, pero hay un problema, él es alérgico a los gatos. Aunque esto no impedirá que muchas cosas sucedan entre ellos; sin importar las otras chicas que conoceremos a lo largo de la historia las cuales harán todo lo posible para quedarse con Yūto.

## Adaptaciones

### Manga
Omamori Himari empezó a publicarse en mayo del 2006 en la revista de manga propiedad de Fujimi Shobo, Monthly Dragon Age. El primer tankōbon fue realizado por Kadokawa Shoten con la imprenta Drangon Jr. Publicándose con siete volúmenes incluyendo una guía oficial (Vendida como volumen 0), realizada el 9 de agosto de 2010. En Taiwán, la traducción al chino es vendida por una subsidiaria de Kadokawa Shoten. El manga fue licenciado en Norteamérica por Yen Press, con dos volúmenes disponibles a partir del 25 de enero de 2011. El manga en inglés fue originalmente planeado para su realización en junio pero fue pospuesto hasta octubre debido a otros proyectos.
Un four panel cómic spinoff ilustrado por el mangaka Nikubanare llamado Omamori Himari: Himari no Opanchu comenzó a ser publicado en noviembre de 2009 en Monthly Dragon Age y fue finalizado en noviembre de 2010. Una compilación llamada  Omamori Himari 1/4: Himari's 4-Koma Anthology (おまもりひまり1/4 緋鞠の４こまあんそろじぃ?) fue realizada por Kadokawa Shoten el 9 de abril de 2010.
El número correspondiente al mes de septiembre de la revista Dragon Ace se anuncia la finalización del manga de Omamori Himari. Esta comedia romántica con tintes fantásticos de Milán Matra concluirá con al publicación del capítulo final en el siguiente número de la revista de la editorial Fujimi Shobo, que se pondrá a la venta el 9 de septiembre. 

### Novela ligera
Una adaptación a novela ligera fue escrita por Kougetsu Mikazuki e ilustrada por Mantra y comenzó su publicación en julio de 2008 en la revista Fujimi Shobo, Dragon Magazine; siendo el primer volumen lanzado al mercado el 19 de julio de 2008. El 20 de enero de 2010, cuatro volúmenes fueron publicados por Fujimi Shobo con su imprenta Fujimi Fantasia Bunko. Las novelas ligeras dejan un poco de lado los fundamentos del manga e introduce nuevos y exclusivos personajes.

### Show de radio por Internet
Un programa de radio por internet promocionó el anime, este se llamó OmaHima☆HR (おまひま☆HR?  "OmaHima protagonizando Himari y Rinko") , estuvo al aire por Animate y se prolongó por 13 episodios desde el 12 de noviembre de 2009 hasta el 30 de abril de 2010, cerca de un mes antes de que la serie terminara. El programa fue conducido por Ami Koshimizu e Iori Nomizu, las voces de Himari y Rinko, respectivamente. otros Seiyū del anime fueron invitados; en cada episodio de radio aparecía uno nuevo. La canción usada para este fue "love and peace" de Koshimizu. Un CD que contenía los 13 episodios fue lanzado a la venta el 13 de agosto de 2010.

### Anime
Una adaptación al anime de 12 episodios de Omamori Himari producida por el estudio Zexcs y dirigido por Shinji Ushiro se emitió por Teletama y ChibaTV entre el 6 de enero y marzo del 2010, con una subsecuente transmisión por Tokyo MX, TV Aichi, Nippon Television, TV Kanagawa, TVQ Kyushu Broadcasting, y Sun Television. Una compilación de seis DVD/Blu-ray fue realizada por Kadokawa Pictures entre el 26 de marzo y 28 de agosto de 2010. Una guía de las series llamada TV Animation Omamori Himari: Official Fanbook ( TVアニメーション おまもりひまり 公式ファンブック?) fue publicada el 20 de mayo de 2010 por Kadokawa Shoten. El opening es «Oshichau Zo» (押しちゃうぞっ!!) interpretado por AyaRuka, conformado por las cantantes Aya Sakamoto y Ruka Kwada. El ending es «BEAM my BEAM» interpretado por Himarinko L. Shizukuesu (ひまりんこ・L・しずくえす), conformado por los personajes femeninos de la serie. Del episodio 7 al 11, la versión del episodio 7 es cantada por Ami Koshimizu, la versión del episodio 8 es cantada por Iori Nomizu, la versión del episodio 9 es cantada por Kei Shindo, la versión del episodio 10 es cantada por Asuka Ōgame y la versión del episodio 11 es cantada por Yūki Matsuoka. El ending del episodio 12 es "Sakamichi no Hate" (坂道の果て, lit. "Al Final de la Colina") interpretado por Daisuke Hirakawa. "Oshichau zo!!" y "BEAM my BEAM" fueron luego publicadas como maxi singles por Columbia Music Entertainment el 24 de febrero de 2010.

## Curiosidades
- En la cultura japonesa un omamori es un amuleto usado como un encantamiento para la buena suerte o para alejar a los malos espíritus, esta es la referencia que se hace en el título con respecto a la protagonista debido a su papel de guardaespaldas.
- Himari adopta forma de gato a humano y vicerversa como Yoruichi de Bleach (manga), Blair de Soul Eater y Felicia de Darkstalkers
- Himari es una nekomata armada con una espada como Miyabi de Macademi Wasshoi! y Natsuki de Hyper Police
- Himari aparece como cameo en el episodio 76 minuto 8:29 de Mermaid Melody

## Manga
Volúmenes del manga Omamori Himari por Milan Matra. Versión japonesa individual publicada por Fujimi Shobo.
Vol. 1 (cap. 1–6): おまもりひまり (1). 1 de febrero de 2007. ISBN 978-4-047-12478-3 (en japonés)
Vol. 2 (cap. 7–12): おまもりひまり (2). 9 de septiembre de 2007. ISBN 978-4-047-12508-7 (en japonés)
Vol. 3 (cap. 13–18): おまもりひまり (3). 9 de abril de 2008. ISBN 978-4-047-12541-4 (en japonés)
Vol. 4 (cap. 19–24): おまもりひまり (4). 10 de noviembre de 2008. ISBN 978-4-047-12575-9 (en japonés)
Vol. 5 (cap. 25–28): おまもりひまり (5). 9 de abril de 2009. ISBN 978-4-047-12598-8 (en japonés)
Vol. 0 (cap. ΕX–β): おまもりひまり (0). 24 de octubre de 2009. ISBN 978-4-04-712627-5 (en japonés)
Vol. 6 (cap. 29–35): おまもりひまり (6). 19 de diciembre de 2009. ISBN 978-4-047-12619-0 (en japonés)
Vol. 7 (cap. 36–42): おまもりひまり (7). 9 de agosto de 2010. ISBN 978-4-04-712680-0 (en japonés)
Vol. 8 (cap. 43–48.5): おまもりひまり (8). 9 de abril de 2011. ISBN 978-4-04-712712-8 (en japonés)
Vol. 9 (cap. 49–55): おまもりひまり (9). 7 de enero de 2012. ISBN 978-4-04-712773-9 (en japonés)
Vol. 10 (cap. 56–62): おまもりひまり (10). 9 de agosto de 2012. ISBN 978-4-04-712822-4 (en japonés)
Vol. 11 (cap. 63–68.5): おまもりひまり (11). 9 de marzo de 2013. ISBN 978-4-04-712863-7 (en japonés)
Vol. 12 (cap. 69–75): おまもりひまり (12). 9 de noviembre de 2013. ISBN 978-4-04-712935-1 (en japonés)